# 13 Sagittae
13 Sagittae, som är stjärnans Flamsteed-beteckning, är en ensam stjärna belägen i den södra delen av stjärnbilden, Pilen som också har variabelbeteckningen VZ Sagittae. Den har en genomsnittlig skenbar magnitud på ca 5,33 och är svagt synlig för blotta ögat där ljusföroreningar ej förekommer. Baserat på parallaxmätning inom Hipparcosuppdraget på ca 5,9 mas, beräknas den befinna sig på ett avstånd på ca 550 ljusår (ca 170 parsek) från solen. Den rör sig närmare solen med en heliocentrisk radialhastighet av ca -18 km/s.

## Egenskaper
13 Sagittae är en röd jättestjärna av spektralklass M4 III som har förbrukat förrådet av väte i dess kärna, utvecklats bort från huvudserien och befinner sig på den asymptotiska jättegrenen. Den har en radie som efter korrigering för randfördunkling, baserat på uppmätt vinkeldiameter av 3,3 ± 1,1  mas, är ca 60 solradier och utsänder ca 2 170 gånger mera energi än solen från dess fotosfär vid en effektiv temperatur på ca 3 800 K.
| Period (dygn) | Amplitud (magnitud) |
| ------------- | ------------------- |
| 36.5          | 0.082               |
| 39.2          | 0.043               |
| 51.4          | 0.031               |
| 65.2          | 0.030               |

13 Sagittae är en pulserande variabel av halvregelbunden typ (SR), som varierar mellan visuell magnitud +5,27 och 5,57 med flera observerade pulsationscykler.
13 Sagittae har en visuell följeslagare av spektraltyp F0, betecknad HD 351107 och av magnitud 9,96, belägen med en vinkelseparation av 112,6 bågsekunder vid en positionsvinkel av 297°, år 2013..